# Diskografie Synkop 61
Toto je diskografie moravské rockové skupiny Synkopy 61, která vystupovala také pod názvy Synkopy a Synkopy & Oldřich Veselý.

## Studiová alba
| Rok  | Album           | Label  | Název skupiny            |
| ---- | --------------- | ------ | ------------------------ |
| 1974 | Xantipa         | Panton | Synkopy 61               |
| 1975 | Formule 1       | Panton | Synkopy 61               |
| 1981 | Sluneční hodiny | Panton | Synkopy & Oldřich Veselý |
| 1983 | Křídlení        | Panton | Synkopy & Oldřich Veselý |
| 1986 | Zrcadla         | Panton | Synkopy                  |
| 1986 | Flying Time     | Panton | Synkopy & Oldřich Veselý |
| 1990 | Dlouhá noc      | Panton | Synkopy                  |

## Koncertní alba
| Rok  | Album | Label      | Název skupiny |
| ---- | ----- | ---------- | ------------- |
| 2021 | Live  | FT Records | Synkopy 61    |

## Kompilační alba
| Rok  | Album                                         | Label             | Název skupiny            |
| ---- | --------------------------------------------- | ----------------- | ------------------------ |
| 1986 | 25 let Synkop: Výběr z let 1966–1974          | Panton            | Synkopy                  |
| 1995 | Válka je vůl (The Best of)                    | FT Records        | Synkopy 61               |
| 1996 | Válka je vůl (Vol. 2): Hity 1967 - 1979       | FT Records        | Synkopy 61               |
| 1996 | Válka je vůl (Vol. 3): Nevydané hity & rarity | FT Records        | Synkopy 61               |
| 2000 | Zrcadla/Dlouhá noc                            | Sony Music/Bonton | Oldřich Veselý & Synkopy |
| 2008 | Festival-Xantipa-Formule 1                    | FT Records        | Synkopy 61               |

## Extended play
| Rok  | EP         | Label  | Název skupiny |
| ---- | ---------- | ------ | ------------- |
| 1968 | Synkopy 61 | Panton | Synkopy 61    |
| 1970 | Synkopy 61 | Panton | Synkopy 61    |
| 1972 | Festival   | Panton | Synkopy 61    |

## Singly
- 1968 – „Válka je vůl“ (split singl „Parte na prodej“/„Válka je vůl“; jako Synkopy 61)
- 1969 – „Bůh lenosti“/„Casanova“ (jako Synkopy 61)
- 1969 – „Jennifer Eccles“/„Step Inside“ (jako Synkopy 61)
- 1970 – „Já slyším múzy“/„Byl jednou jeden král“ (jako Synkopy 61)
- 1971 – „Hůl, nůž a cop“/„Přichází den“ (jako Synkopy 61)
- 1971 – „V pátek uragán vál“/„Malý lord“ (jako Synkopy 61)
- 1973 – „Robinson“/„Park“ (jako Synkopy 61)
- 1980 – „Kolemjdoucí“/„Mlha“ (jako Synkopy 61)
- 1982 – „Mladší sestry vzpomínek“/„Válka je vůl“ (jako Synkopy)
- 1983 – „Blues o výčepu“/„Modřinná soustava“ (jako Synkopy & Oldřich Veselý)
- 1985 – „Blues pro můj den“/„Hra s pamětí“ (jako Synkopy)
- 1987 – „Loutka na setrvačník“/„V příštím století“ (jako Synkopy & Oldřich Veselý)